# Lazzaro Spallanzani
Lazzaro Spallanzani (10. ledna 1729 Scandiano, Itálie – 12. února 1799 Pavia) byl italský katolický kněz, přírodovědec a badatel, který přispěl k rozvoji experimentálního výzkumu tělesných funkcí a reprodukci zvířat. Jako jeden z prvních vědců experimentoval s oplodněním in vitro a provedl umělé oplodnění u ženy. V roce 1765 vyvrátil Aristotelovu teorii samoplození a objevil rozdílnou teplotní odolnost mikrobů. Studoval též navigaci netopýrů v totální tmě. Jeho studie dopomohla k objevení echolokace.

## Život
Otec Lazzara Spallanzaniho byl advokát a pro svého syna si představoval také výnosnou kariéru právníka. Lazzaro v patnácti letech vstoupil do jezuitské koleje v Reggio Emilia, kde studoval filozofii a rétoriku. Větší zájem však projevoval o přírodní vědy (pozoroval prameny sopečného původu) a na přímluvu známého vědeckého pracovníka Vallisnieriho mu otec povolil studium biologie na univerzitě v Bologni. Spolu se svou sestřenicí Laurou Bassiovou zde studoval také matematiku a napsal vědecký spis o mechanice odrazu při házení žabek na vodní hladině. V roce 1754 byl jmenován profesorem logiky, metafyziky a řečtiny na univerzitě v Reggio Emilia, kde prováděl první pokusy s pozorováním mikroorganismů. V roce 1762 byl vysvěcen na kněze a o rok později se stal profesorem na koleji San Carlo v Modeně. Veškerý volný čas věnoval přírodním vědám a jeho badatelská činnost mu přinášela stále větší věhlas. Stal se uznávaným vědcem. V r. 1768 byl Spallanzani zvolen členem Královské společnosti a v r. 1775 zahraničním členem Královské švédské akademie věd.
V roce 1768 mu Marie Terezie nabídla místo profesora přírodních věd na univerzitě v Pavii, kde zůstal až do konce života. Vybudoval zde známé muzeum přírodní historie s mnoha exponáty, které získal při svých cestách podél pobřeží Středozemního moře v letech 1785 - 1788, a stal se jeho ředitelem. Během své cesty do Cařihradu a na Balkán (1785-6) byl některými kolegy obviněn z krádeže exponátů z muzea v Pavii. Aféra skončila po ročním vyšetřování: Spallanzani byl shledán nevinným a původci křivého obvinění museli opustit univerzitu.  V roce 1788 podnikl cestu na Sicílii a Liparské ostrovy, kde zkoumal mj. sopečnou činnost vulkánů. Výsledky svých pozorování popsal v obsáhlém díle Cesty po dvou Sicíliích a některých částech Apenin (Viaggi alle due Sicilie ed in alcune parti dell'Appennino), které bylo publikováno v několika svazcích od r. 1792. 
Lazzaro Spallanzani zemřel na rakovinu močového měchýře r. 1799 ve svém domě v Pavii. Na jeho přání byl nemocný orgán vyňat z těla, aby mohl být zkoumán pro lékařské účely. Později byl umístěn v muzeu v Pavii.
Vedle své práce pro muzeum v Pavii vytvořil Spallanzani soukromou sbírku ve svém rodném domě ve Scandianu, která je nyní součástí Muzea města Reggio Emilia. Jsou v ní umístěny exponáty z oboru zoologie, paleontologie, litologie a botaniky. Kolekce rukopisů a jeho korespondence jsou uloženy v Panizziho knihovně v Reggio Emilia.

## Vědecká činnost

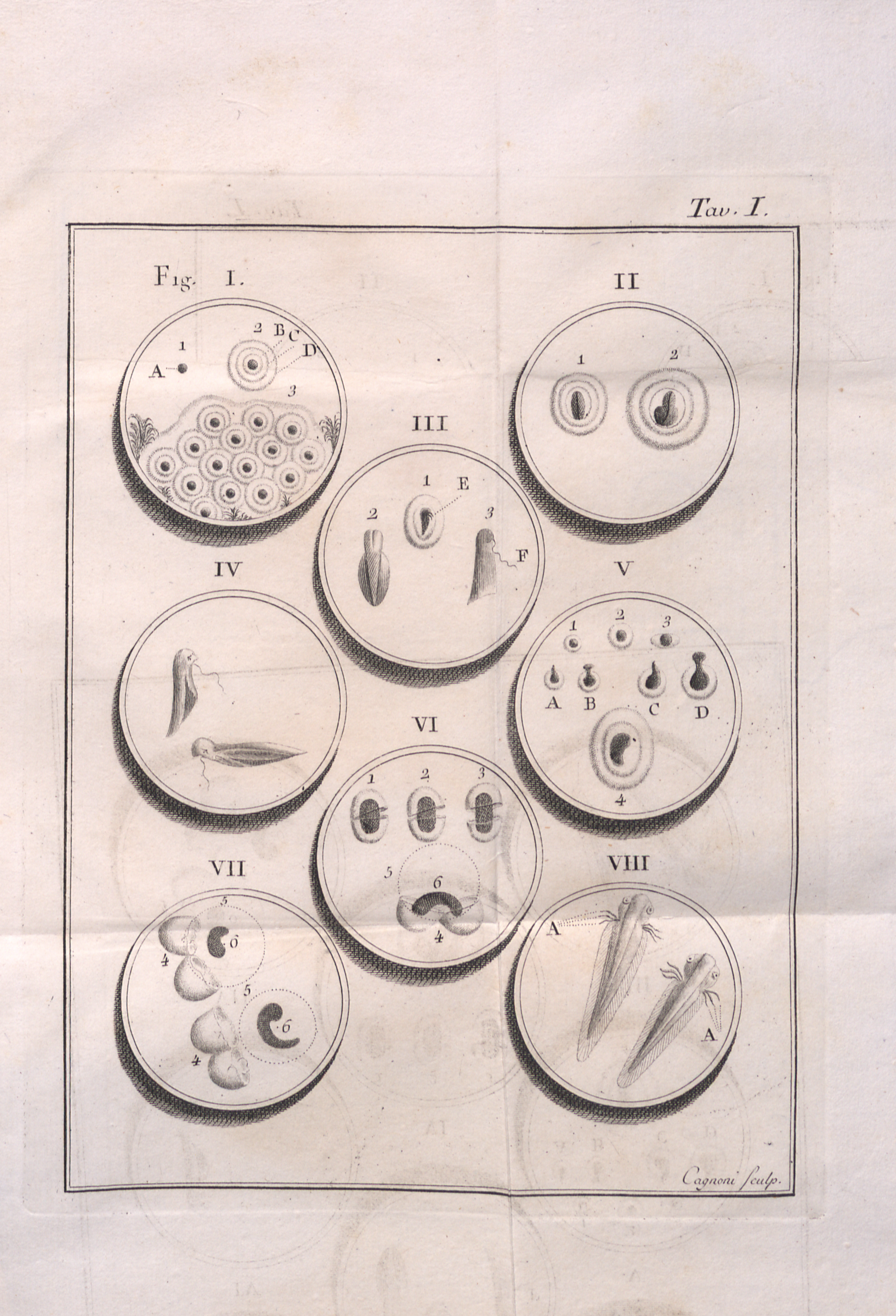
Spallanzaniho nákres z knihy Rostlinná a zvířecí fyzika r. 1780

- Spallanzaniho nákres z knihy Rostlinná a zvířecí fyzika r. 1780Od r. 1761 se Spallanzani zabýval teorií samooplodnění (vegetativní síly), kterou prosazovali v Anglii Needham a Buffon. Stejně jako Aristoteles tvrdili, že život může vzniknout samočinně z neživé hmoty. Spallanzani po čtyřech letech pokusů a pozorování mikroorganizmů prokázal, že tato teorie je mylná, což popsal v díle nazvaném Esej mikroskopických pozorování týkajících se generačního systému pánů Needhama a Buffona (Saggio di osservazioni microscopiche concernenti il sistema della generazione de’ signori Needham e Buffon).[4] Tato práce mu přinesla uznání a věhlas v celé Evropě. Porovnával chování mikroorganizmů ve skleněných baňkách uzavřených korkovými zátkami nebo se zatavenými hrdly (bez přístupu vzduchu), které nechával přejít varem po různou dobu. Zjistil, že v zatavených baňkách je po delší době varu výskyt mikrobů minimální na rozdíl od baněk, do kterých se mikrobi dostávají během varu ze vzduchu přes korkové zátky. Došel k závěru, že mikrobi mají různou teplotní odolnost a všechno živé musí mít živé předky. Izoloval jednoho mikroba v kapce vody a pod mikroskopem sledoval jeho rozmnožvání dělením.[1][2]
- V r. 1768 se začal zabývat problematikou krevního oběhu. Na toto téma publikoval práci Činnost cév srdce (Dell’azzione del cuore nei vasi sanguigni). [5]
- V letech 1777-1780 studoval problém reprodukce zvířat a popsal jej jako spojení spermie a vajíčka. Provedl první umělé oplodnění vajíček hmyzu, obojživelníků a později psa. Ukázal, že někteří živočichové, např. mloci mají schopnost obnovit části těla.[2]
- Prováděl experimenty s netopýry a zjistil, že v úplné tmě se orientují podle lidskému sluchu neslyšitelných zvuků. Netopýry zavřel do místnosti, v níž od podlahy do stropu natáhl velké množství nití. Když jim zalepil oči, žádný z nich nenarazil do sítě. Když jim zalepil uši, netopýři se sítě zamotali. Byl průkopníkem echolokace. [1][2]
- Výsledky svých výzkumů zaznamenal ve spise Rostlinná a zvířecí fyzika (Dissertazioni di fisica animale e vegetale) z roku 1780. [6]
- Věnoval se výzkumu trávení a dýchání. Demonstroval, že trávicí proces nespočívá jen v jednoduchém mechanickém zpracování (rozmělnění) potravy, ale také v chemickém působení žaludečních šťáv, což umožní absorpci živin.[2]
- Studoval vznik a původ mořských fosilií nalezených na pobřeží Středozemního moře a na horách v některých místech Evropy. Ve své práci Dissertazione sopra i corpi marino-montani vyslovil vlastní hypotézu o změně zemského povrchu na základě dynamiky sil.